# Önöz-Agar
Der Önöz-Agar ist ein Selektivmedium zur Isolierung und Kultivierung von Salmonellen und anderen Enterobacteriacaen. Der Nährboden entspricht den Kriterien der Deutschen Gesellschaft für Hygiene und Mikrobiologie (DGHM).

## Zusammensetzung
- Hefeextrakt 3,0 g/L
- Fleischextrakt 6,0 g/L
- Pepton 6,8 g/L
- Lactose 11,5 g/L
- Saccharose 13,0 g/L
- Gallensalze Nr. 33,825 Trinatriumcitrat 9,3 g/L
- Natriumthiosulfat 4,25 g/L
- L-Phenylalanin 5,0 g/L
- Eisen(III)-ammoniumcitrat 0,5 g/L
- Magnesiumsulfat 0,4 g/L
- Brillantgrün 0,00166 g/L
- Neutralrot 0,022 g/L
- Anilinblau 0,25 g/L
- Metachromgelb 0,47 g/L
- Dinatriumhydrogenphosphat 1,0 g/L
- Agar 12,0 g/L

pH-Wert eingestellt auf 7,0 ± 0,2 (nach )

## Kultivierung
Die Kultivierung erfolgt aerob über 16 bis 24 (48) Stunden bei 35–37 °C.

## Eigenschaften
Salmonellen wachsen sehr gut als gelbe Kolonien mit schwarzem Zentrum (Eisensulfid) und gelblichem Hof. Shigellen wachsen zunächst in Nährbodenfarbe, später leicht bläulich.
Escherichia coli wächst gehemmt (durch den hohen Citratgehalt des Nährbodens) als kleine blaue Kolonie mit rostfarbenem Präzipitationshof.
Proteus mirabilis zeigt gutes Wachstum ohne Schwärmphänomen, rostfarbene (durch Phenylalanin-Desaminase) Kolonien mit schwarzem Zentrum und bräunlichem Hof. Auch Prividencia spp. und Morganella morganii zeigen rostfarbenes Wachstum.
Citrobacter freundii wächst gut als rosafarbene Kolonie mit grünem Zentrum. Klebsiellen und Enterobacter spp. wachsen als zumeist bläuliche große schleimige Kolonien. Pseudomonaden zeigen schmutzig-gelbe bis grünliches Wachstum. Grampositive Bakterien werden durch Gallensalze und Metachromgelb nahezu vollständig im Wachstum gehemmt.

## Weitere Identifizierung
Es kann eine weiterführende serologische Prüfung angeschlossen werden, die O- und H-Antigene der Salmonellen sind gut ausgebildet. Die weitere Identifizierung erfolgt entsprechend §35 LMBG oder nach den unter Galle-Chrysoidin-Glycerol-Agar angegebenen Identifizierungstabellen.